# Koppensteiner Höhe
Die Koppensteiner Höhe ist ein 554,9 m ü. NHN hoher Berg im südöstlichen Hunsrück. Sie ist die südwestlichste bedeutende Erhebung im Soonwald und liegt bei Henau im rheinland-pfälzischen Rhein-Hunsrück-Kreis.
Auf der Felsformation am Gipfel befindet sich die Ruine der Burg Koppenstein.

## Geographie

### Lage
Die Koppensteiner Höhe liegt im Naturpark Soonwald-Nahe. Ihr Gipfel liegt 930 m nordnordwestlich von Henau, 1,8 km südöstlich von Gehlweiler und 2,1 km südsüdöstlich von Gemünden. Ihre von Südwesten nach Nordosten verlaufende Kammlinie liegt auf der Grenze der Ortsgemeinden Henau im Südosten, zu deren Gemarkung die Gipfelregion gehört, und Gehlweiler im Nordwesten, deren Gemarkung bis auf etwa 540 m Höhe reicht. Der nächsthöhere Berg ist die knapp 1,9 km nordöstlich gelegene Gemündener Höhe (575,2 m).
Westlich vorbei an der Koppensteiner Höhe fließt der Kellenbach (Unterlauf des Simmerbachs), der die Grenze zum südwestlich gelegenen Lützelsoon bildet, und der Gipfel liegt etwa 300 m über dem – zwischen dem Soonwald und Lützelsoon unterhalb des Felsens Langenstein (ND) – auf etwa 250 bis 260 m liegenden Talgrund.
Auf dem südwestlichen Berghang liegt oberhalb von Henau ein großer Quarzit-Steinbruch.

### Naturräumliche Zuordnung
Die Koppensteiner Höhe gehört in der naturräumlichen Haupteinheitengruppe Hunsrück (Nr. 24), in der Haupteinheit Soonwald (240) und in der Untereinheit Großer Soon (240.1) zum (gleichnamigen) Naturraum Großer Soon (240.11). Die Landschaft fällt nach Westen über Süden bis Südosten in den Naturraum Simmerbachdurchbruch (240.12) ab. Nach Nordwesten fällt sie in den Naturraum Untere Simmerner Mulde (241.01) ab, der in der Haupteinheit Simmerner Mulde (241) zur Untereinheit Simmerner Hochmulde (241.0) zählt.

## Schutzgebiete

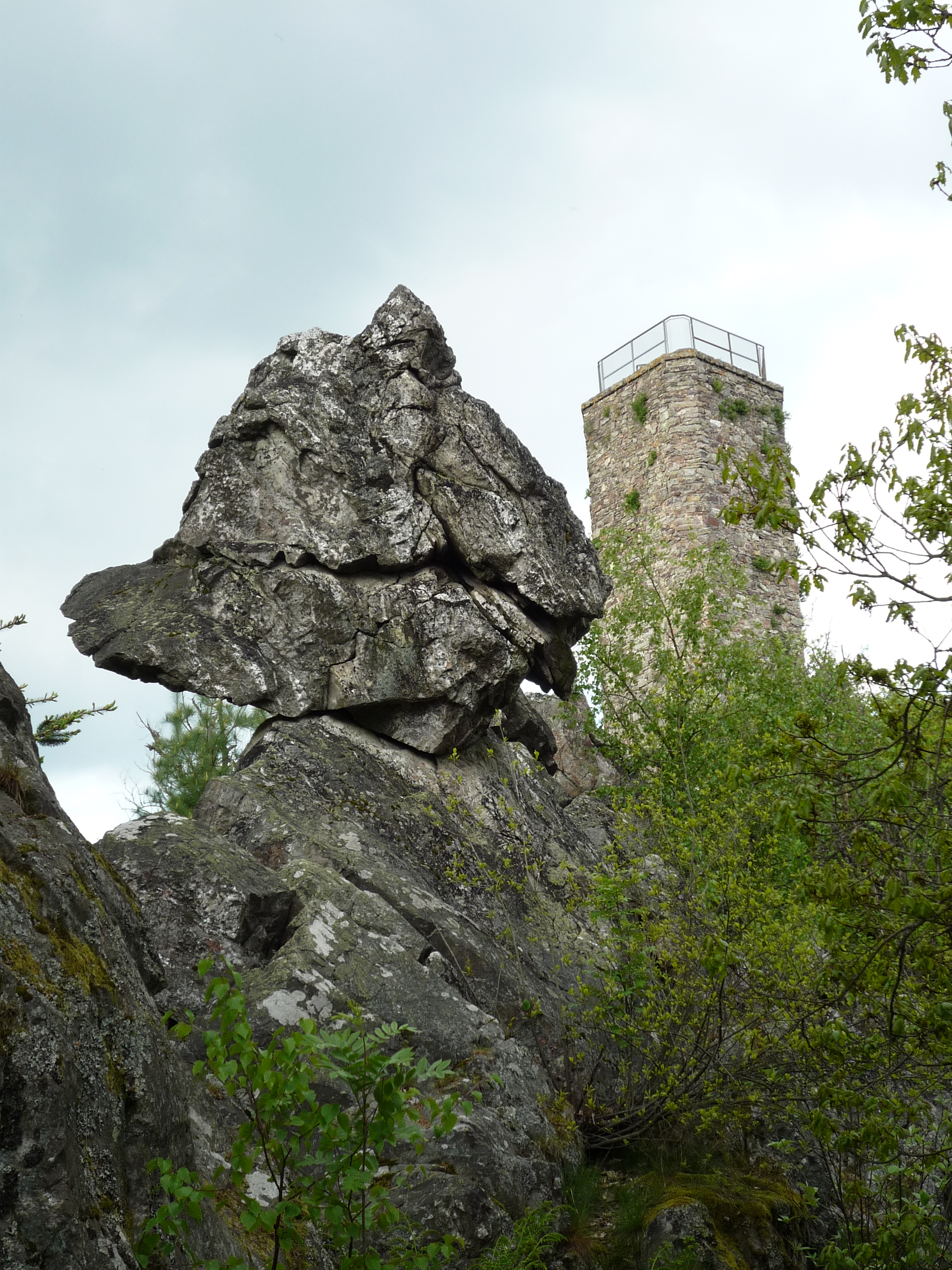
Felsformation und Bergfried der Burg Koppenstein

Auf der überwiegend bewaldeten Koppensteiner Höhe liegen Teile des Landschaftsschutzgebiets Soonwald (CDDA-Nr. 324698; 1980 ausgewiesen; 273,3564 km² groß). Bis auf den Südwesthang reicht das Fauna-Flora-Habitat-Gebiet Obere Nahe (FFH-Nr. 6309-301; 56,27 km²).

## Burg Koppenstein und einstige Siedlung
Auf der Koppensteiner Höhe befinden sich Felsformationen mit der Ruine der im 12. Jahrhundert errichteten Burg Koppenstein. Noch gut erhalten ist deren Bergfried, der bestiegen werden kann und von dessen Aussichtsplattform der Blick über den Hunsrück fällt. Am Bergfuß liegen spärliche Ruinen einer einstigen Siedlung.

## Verkehr und Wandern
Die Koppensteiner Höhe ist von den umliegenden Ortschaften über die Kreisstraßen 61 und 62 erreichbar, wobei letztere etwa 550 m ostnordöstlich des Gipfels vorbeiführt und an ihrem auf etwa 490 m Höhe gelegenen Scheitelpunkt einen Wandererparkplatz und eine Bushaltestelle bietet.
Der Soonwaldsteig, ein 83 km langer Fernwanderweg von Kirn an der Nahe nach Bingen am Rhein, verläuft vom südwestlich gelegenen Lützelsoon kommend über die Koppensteiner Höhe weiter zur Alten Burg. Über den Übergangsbereich zum Nordostnachbarn Gemündener Höhe führt der Europäische Fernwanderweg E3.